# Longford St Catherine
Longford St Catherine var en civil parish 1866–1885 när det uppgick i Longford, Wotton St Mary Without, Barnwood och Gloucester St Catherine, i grevskapet Gloucestershire, i England. Civil parish var belägen 3 km från Gloucester och hade 335 invånare år 1881.